# Monolithe de Coatlicue

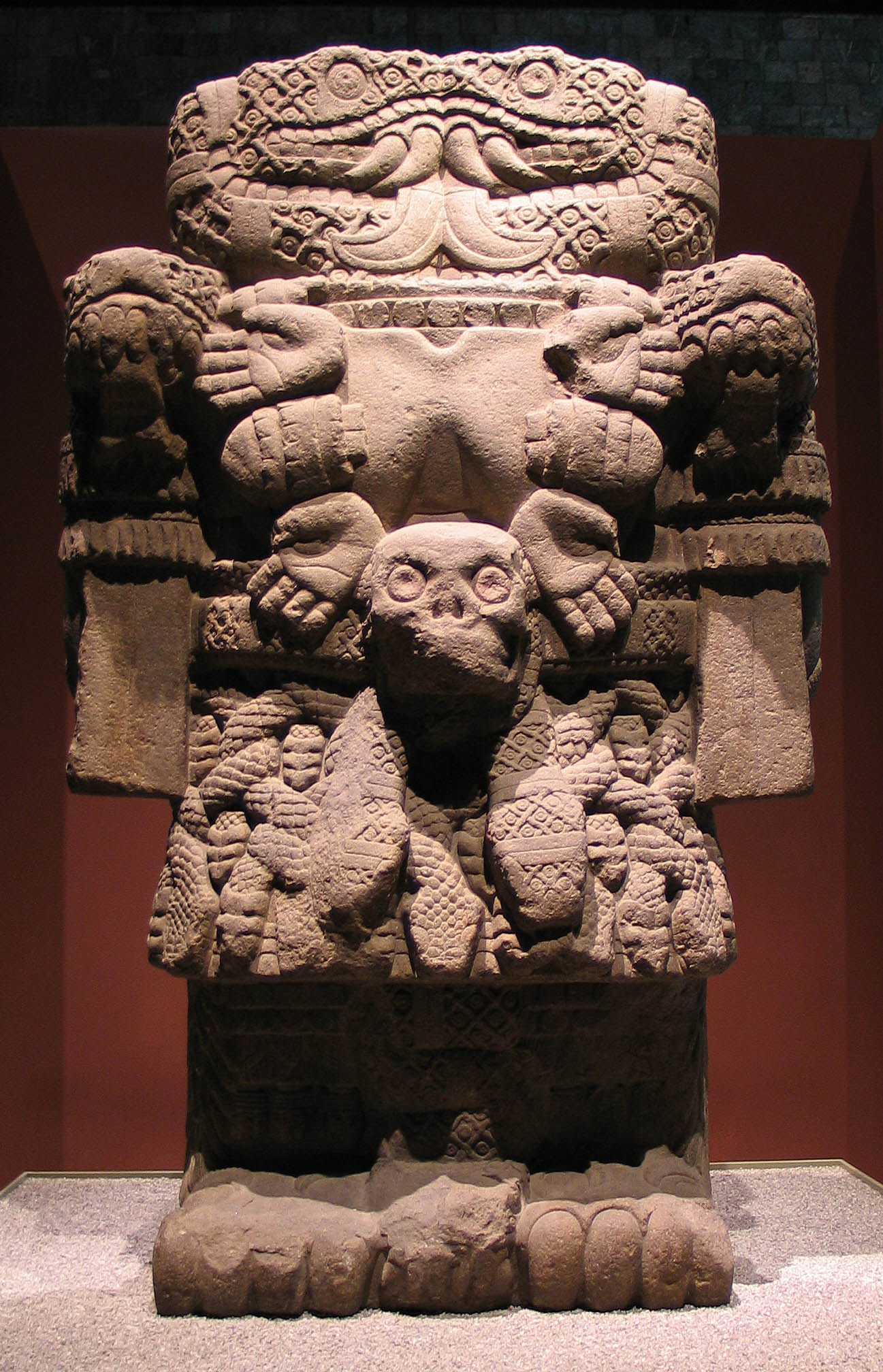
Le monolithe de Coatlicue (Musée national d'anthropologie, Mexico).

Le monolithe de Coatlicue est une grande sculpture monolithique aztèque représentant la déesse Coatlicue.

## Caractéristiques physiques
Le monolithe de douze tonnes mesure environ 2,50 m de hauteur sur plus d'1,60 m de largeur et 1,50m d'épaisseur. La statue est décapitée, symbolisant la pratique d'immolation de femmes décapitées en l'honneur de Coatlicue, et au niveau de son cou s'enlacent deux serpents qui forment un masque monstrueux. Son corps est recouvert de figures ophidiennes, et ses pattes prennent la forme de serres puissantes.
De face, la structure de la statue est verticalement symétrique. 

## Découverte
Le monolithe a été découvert le 13 août 1790 lors des travaux de nivellement de la Plaza Mayor (grand place) de Mexico, lorsqu'a été excavée la partie située devant la façade du palais du vice-roi (actuel palais national de Mexico). Il a été retrouvé à un mètre et demi de profondeur.

## Conservation

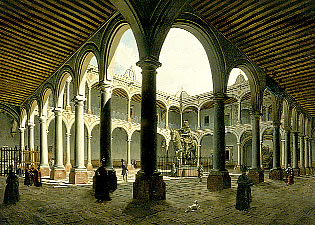
Peinture de Pedro Gualdi représentant la cour de l'université royale et pontificale de Mexico, lorsqu'elle hébergeait le monolithe de Coatlicue, qu'on aperçoit en bas à gauche derrière une grille.

Après sa découverte, le monolithe fut d'abord exposé à l'université de la Nouvelle-Espagne, entre les arches de la cour principale.
Cependant, comme des descendants des indigènes venaient l'adorer, les dominicains, responsables de l'université, décidèrent d'enfouir à nouveau la sculpture à un endroit secret du périmètre de l'université.
Le 5 septembre 1803, le monolithe fut brièvement exhumé sur ordre de l'archevêque de Monterrey pour que l'archéologue Alexander von Humboldt puisse l'examiner.
En 1821, après la déclaration d'indépendance du Mexique, il fut à nouveau exposé au public à l'université.
Il a ensuite été transféré en 1825 au musée national, puis en 1964 au musée national d'anthropologie de Mexico où il est exposé depuis dans la salle mexica.